# Lucien Laviscount
Lucien Laviscount, född 9 juni 1992 i Ribble Valley, Lancashire, är en brittisk skådespelare.
Laviscount har bland annat medverkat i TV-serierna Snatch och Emily in Paris. Han har även medverkat i filmen Last Sentinel.

## Filmografi (i urval)
- 2017 – Snatch (TV-serie)
- 2021 - Threesome (TV-serie)
- 2021–2022 – Emily in Paris (TV-serie)
- 2023 – Last Sentinel
- 2026 – Sommarmöten